# Warmolt Alingh (1818-1888)
Warmolt Alingh (Gasselte, 26 februari 1818 - Kloosterveen, bij Assen, 25 april 1888) was een gedeputeerde van de Nederlandse provincie Drenthe.

## Leven en werk
Alingh, zoon van de landbouwer en burgemeester van Borger Jan Alingh en Anna Boelken, studeerde rechten aan de Universiteit van Groningen en promoveerde aldaar in 1843. Een jaar na zijn afstuderen trouwde hij in 1844 te Dalen met Johanna Maria ten Holthe en vestigde zich als advocaat in Drenthe. In 1850 trad hij in de voetsporen van zijn vader en zijn grootvader en werd lid van Provinciale Staten van Drenthe. Aanvankelijk vertegenwoordigde hij Zweeloo, maar ruim een maand na zijn benoeming werd hij de vertegenwoordiger van Assen in de Staten. Van 1856 tot 1888 was Alingh tevens gedeputeerde van Drenthe. In 1868 was hij na het overlijden van Van Asch van Wijck korte tijd waarnemend commissaris van de Koning van Drenthe. Alingh overleed in 1888 op 70-jarige leeftijd in het nabij Assen gelegen Kloosterveen.
Alingh was ridder in de Orde van de Nederlandse Leeuw.

## Familie
Alingh was een lid van een invloedrijke familie van schulten in Gasselte. De familie Alingh bezat in 1813 negen boerderijen in Gasselte. Zijn vader was van 1827 tot 1841 als vertegenwoordiger van Gasselte lid van Provinciale Staten van Drenthe geweest. Zijn grootvader Warmolt Alingh was eveneens als vertegenwoordiger van Gasselte van 1814 tot 1834 statenlid geweest.

## Bezit
Alingh behoorde tot de rijkste inwoners van Drenthe. In 1878 stond hij als 29e genoteerd op de lijst van hoogstaangeslagenen in deze provincie. Hij bezat onroerend goed in de gemeenten Assen, Beilen, Borger, Dalen, Odoorn, Sleen en Smilde.